# Synchlora albicostaria
Synchlora albicostaria är en fjärilsart som beskrevs av Herrich-Schäffer 1870. Synchlora albicostaria ingår i släktet Synchlora och familjen mätare. Inga underarter finns listade i Catalogue of Life.